# Hotel Colombia
El antiguo Hotel Colombia es hoy la sede del registro civil y de población, se trata de un histórico complejo de edificios que se localizan en la isla caribeña de Aruba, una dependencia de los Países Bajos.
El edificio, con una superficie de 1.010 m² se encuentra en la capital de la isla, cerca del Fuerte Zoutman.
Este edificio fue construido en 1918 por Nadie Henríquez. Fue en ese momento uno de los edificios más bellos de Oranjestad, con balcones y columnas. El 1919 el propietario estableció allí el primer cine en el sótano.  A partir de 1922 el primer teatro al aire libre se abrió con el teatro musical en el jardín detrás del edificio. La primera planta llegó a operar como una casa de huéspedes y el Cónsul de Venezuela manejo desde allí su consulado.
Alrededor de 1925 lo adquirió el doctor Eloy Arends por lo que luego fue conocido como "Hotel Colombia", siendo el primer hotel en la isla de Aruba. La planta baja se utilizó para otros fines. En 1953 se estableció una tienda de vinos.
Después de un incendio sólo unas ruinas carbonizadas quedaron sin techo. El complejo fue vendido al Gobierno de Aruba. La restauración se inició en febrero de 1997. El trabajo se hizo respetando los planos de construcción originales. El complejo restaurado y renovado alberga desde 1998, el Registro Civil y de Población de Aruba y está en el Lista de monumentos de Aruba registrado en el número 01-023. El 30 de junio de 1999, el Fondo Monumento Stichting se hizo cargo del complejo, sin embargo, todavía se utiliza como oficina de registro.